# Originärer Eigentumserwerb
Der originäre Eigentumserwerb (auch Okkupation genannt)  ist in der Rechtswissenschaft der Eigentumserwerb durch Gesetz oder Hoheitsakt.

## Allgemeines
Eigentum an einer Sache wird bei einem originären Eigentumserwerb dabei durch Aneignung, Ersitzung, Verarbeitung, Vermischung oder Fund begründet. Den Gegensatz zum originären Erwerb bildet der Erwerb kraft Rechtsgeschäfts (§§ 929 ff. BGB). Dieser wird auch als abgeleiteter, als derivativer Eigentumserwerb bezeichnet, da er aufgrund einer dinglichen Einigung erfolgt.

## Deutsches Recht
Tatbestände des Eigentumserwerbes kraft Gesetzes sind die §§ 946 bis § 950, § 93 ff. BGB. Nach § 946 ordnet die Verbindung als dauernder wesentlicher Bestandteil zu einer einheitlichen Sache die Eigentumsverhältnisse an der entstandenen Sache neu. Für den Eigentumsverlust des anderen regelt § 951 Ausgleichsansprüche und gegebenenfalls Wegnahmerechte. Ebenso werden Vermischung und Vermengung rechtlich behandelt. Die Verarbeitung zu einer neuen Sache bei relativ erheblichem Wert der Verarbeitung regelt die Eigentumsverhältnisse zugunsten des Herstellers. Dieser kann nach h. M. allerdings über „Verarbeitungsklauseln“ festgelegt werden. Im Übrigen gelten auch hier die bereicherungsrechtlich abzuwickelnden Ausgleichsansprüche des § 951 Absatz 1 BGB.
Der Eigentumserwerb an Erzeugnissen und Bestandteilen richtet sich nach den §§ 953 ff. BGB. Möglich ist gesetzlicher Eigentumserwerb zudem durch Okkupation, das heißt durch Aneignung herrenloser beweglicher Sachen (etwa Wildtieren), § 958 BGB oder nach Dereliktion (Eigentumsaufgabe) gemäß § 959 BGB. Gleiches gilt für Fund gemäß § 973 Abs. 1 und Abs. 2 BGB.
Zehnjährig fortgesetzter gutgläubiger Eigenbesitz einer beweglichen Sache wird gemäß §§ 937 ff. BGB ebenfalls geschützt und führt zum Eigentumserwerb durch Ersitzung. Beim sogenannten Aufgebotsverfahren bei Grundstücken gilt Gleiches, nach 30 Jahren gutgläubigen Eigenbesitzes, § 927 BGB. Originärer Erwerb kraft Gesetzes liegt auch bei gesetzlicher Erbfolge gemäß § 1922 Abs. 1, §§ 1924 ff. BGB vor, nicht jedoch bei letztwilligen Verfügungen, etwa Testament oder Erbvertrag.
Auch verschiedene Hoheitsakte vermitteln neue Eigentumsverhältnisse, so durch „Zuschlag“ im Zwangsvollstreckungsverfahren in Grundstücke nach ZVG anlässlich von Versteigerungen gepfändeter beweglicher Sachen.

## Österreichisches Recht
Es gibt mittelbaren und unmittelbaren originären Erwerb. Die Begriffe „mittelbar“ und „unmittelbar“ (§ 423 ABGB) sind nicht mit „derivativ“ und „originär“ zu verwechseln. So sind alle unmittelbaren Erwerbsarten originär; mittelbare Erwerbsarten können originär (Gutgläubiger Erwerb vom Nichtberechtigten; Ersitzung) oder derivativ sein.

### Unmittelbarer Erwerb
Das ABGB teilt die originären Erwerbsarten folgendermaßen ein:
- Zueignung (iwS.)
  - Finden
    - Finden verlorener Gegenstände
    - Schatzfund
- Zuwachs
  - Verarbeitung, Vereinigung und Ausbesserung
  - Bauführung
  - Separation (Fruchterwerb)
  - Säen und Pflanzen
  - Einwirkung von Wasser (Uferrecht)

### Mittelbarer Erwerb
Auch bei Erwerbsarten, bei denen der derivative Eigentumserwerb gescheitert ist, kann unter besonderen Voraussetzungen Eigentum originär erworben werden, so durch Ersitzung.